# 20年だョ!全員集合
『20年だョ!全員集合』（にじゅうねんだョぜんいんしゅうごう）は、1975年4月1日（火曜日）の19:00 - 20:55にTBS系列で生放送された、特別番組（バラエティ番組）である。

## 概要
TBSテレビの開局20周年を記念し、東京・文京公会堂からの生中継でおくるバラエティーショー。ザ・ドリフターズのいかりや長介を司会に、各番組に登場するタレント・歌手などが一同に集まる。
開局20周年および前日付けで行われた関西地区のネット局変更（いわゆる「腸捻転解消」）の2つを記念して放送された番組で、同局の看板番組『8時だョ!全員集合』のドリフを中心に、コメディアンや歌手、そしてTBSの新番組や継続番組の出演者が参加して、コントや歌などで構成された、TBSでは初の改編時の特別番組となった。
これが好評となり、同年9月30日には『10月だョ!全員集合』（じゅうがつだョせんいんしゅうごう）と題した秋改編時の特別番組を放送。以降、翌1976年から『8時だョ!』が終了する1985年まで春改編時は『4月だョ!全員集合』（しがつだョぜんいんしゅうごう）・秋改編時は『10月だョ!全員集合』のタイトルでそれぞれ改編時の恒例番組として継続する事となる。

## 出演者
- ザ・ドリフターズ
  - いかりや長介
  - 加藤茶
  - 仲本工事
  - 高木ブー
  - 志村けん
- 堺正章
- 井上順
- 三代目笑福亭仁鶴
- 桂三枝（現・六代目桂文枝）
- せんだみつお
- 森進一
- 五木ひろし
- 西城秀樹
- 山口百恵
- 天地真理

各参加番組からの出演者たち
- 東野英治郎
- 小林亜星
- 水前寺清子
- 丹波哲郎
- 宮脇康之（現：健）
- 荒木茂（現：しげる）
- 岡田京子

ほか多数

## 参加番組
- ナショナル劇場 水戸黄門（第6部）
- ありがとう（第4シリーズ）
- 水曜劇場 時間ですよ 昭和元年
- 水曜劇場 寺内貫太郎一家II
- バーディー大作戦
- おそば屋ケンちゃん
- あたしのものよ（金曜20:00ドラマ枠）
- 仮面ライダーストロンガー（毎日放送制作）

ほか
※ストロンガーは、その後『8時だョ!全員集合』にもゲスト出演している。

## 備考
放送枠は、前週まで放送された『家なき子』（19:00 - 19:30）および『一億人の歌謡曲』（20:00 - 20:55）の空いた時間と、『55号決定版!』（19:30 - 20:00）を休止した分が充てられた。
前日にも、NETテレビでドリフをメインにした関西ネット局交換記念特別番組『春だ!がんばれドリフターズ』が放送された。さらに翌日には、またNETテレビでドリフの特番「おめでとう!新入学だよドリフターズ」が放送され、父兄同伴の小中学生約１万人を武道館に招待して、コントや歌唱などのバラエティショーを公開録画したのを放送した。
似たような改編期特別番組は同じ頃韓国でも制作されていて、この番組の放送当時存在した民放の東洋放送が、『'75 TBC プログラム大行進』というタイトルで4月14日に放送していたことが明らかになっている。